# 西克斯滕·耶恩贝里
西克斯滕·耶恩贝里（瑞典語：Sixten Jernberg，1929年2月6日—2012年7月14日），瑞典男子越野滑雪运动员。他曾代表瑞典参加1956年、1960年和1964年冬季奥林匹克运动会越野滑雪比赛，共获得四枚金牌、三枚银牌和二枚铜牌。